# LenaLove
LenaLove è un film drammatico tedesco del 2016 diretto da Florian Gaag, con Emilia Schüle e Jannik Schümann.

## Trama
Lena vive con la madre single, troppo occupata con se stessa per essere di supporto alla figlia. Sperando di andar via dalla periferia, Lena passa il tempo ad assemblare collage espressivi e a chattare con un ragazzo conosciuto online. Solo il compagno di classe Tim, un solitario artista dei graffiti, nota il talento di Lena e i due si avvicinano. Quando la sua vita si sgretola intorno a lei, Lena si perde nelle profondità di Internet e dei social media, e si rifugia nell'amico online che non ha mai incontrato, ignorando come dietro anch'esso ci sia uno stupido scherzo che si trasformerà in eccesso di bullismo.

## Produzione
Il film è stato girato dal 7 ottobre al 20 novembre 2013 a Monaco di Baviera, Amburgo e Berlino

## Distribuzione
Il film è stato presentato in anteprima al Filmfestival Max Ophüls Preis il 21 gennaio 2016 a Saarbrücken.
Il film è stato poi distribuito nei cinema tedeschi il 22 settembre 2016 dalla Alpenrepublik Filmverleih.